# Macouria
Macouria est une commune française, située dans le département de la Guyane.

## Géographie

En rouge le territoire communal de Macouria.

### Localisation
La commune se situe en Guyane française sur le continent de l'Amérique du Sud. Les communes limitrophes avec Macouria sont au sud Matoury et Montsinéry-Tonnegrande, puis à l'ouest Kourou.

### Géographie et relief
La superficie de la commune est de 37 750 hectares ; son altitude varie de 0  à   103 mètres.
Macouria est une commune agricole. Elle est située dans les zones marécageuses de mangroves, de pripris et de savanes, qui en font une zone inondable en grande saison des pluies.

### Climat
Le climat y est équatorial humide, type Af selon la Classification de Köppen.

## Urbanisme

### Typologie
Macouria est une commune rurale, car elle fait partie des communes peu ou très peu denses, au sens de la grille communale de densité de l'Insee,,,. Elle appartient à l'unité urbaine de Macouria, une agglomération intra-départementale regroupant 1 commune et 18 807 habitants en 2022, dont elle est une ville isolée,.
Par ailleurs la commune fait partie de l'aire d'attraction de Cayenne, dont elle est une commune de la couronne. Cette aire, qui regroupe 6 communes, est catégorisée dans les aires de 50 000 à moins de 200 000 habitants,.
La commune, bordée par l'océan Atlantique au nord-est, est également une commune littorale au sens de la loi du 3 janvier 1986, dite loi littoral. Des dispositions spécifiques d’urbanisme s’y appliquent dès lors afin de préserver les espaces naturels, les sites, les paysages et l’équilibre écologique du littoral, par exemple le principe d'inconstructibilité, en dehors des espaces urbanisés, sur la bande littorale des 100 mètres, ou plus si le plan local d’urbanisme le prévoit,.

### Morphologie urbaine
Macouria est une commune dynamique, les habitants de l'agglomération de Cayenne s'y installent, attirés par les loyers modérés, et l'importance des terrains. La commune est en passe de devenir le nouvel axe de développement de la communauté d'agglomération du Centre Littoral.
- La source la plus immédiate, c'est le plan local d'urbanisme (PLU) de la commune, et plus précisément sa partie appelée rapport de présentation, en général réalisée par un cabinet d'urbanisme conseil. Il est en général chargé d'effectuer le diagnostic urbain de la ville puis établir des préconisations pour le PLU.

### Logement
La proportion de logements à Macouria en 2016 est composée de 77,8 % de résidences principales, 1,8 % de résidences secondaires et 20,4 % de logements vacants. Ces logements sont pour 83,8 % d'entre eux des maisons individuelles et pour 13,7 % des appartements.
La proportion des résidences principales, propriétés de leurs occupants était de 58,2 % en 2016, en baisse par rapport à 2011 (59,9 %). La part de logements HLM loués vides était de 16,6 % contre 14,4 %.

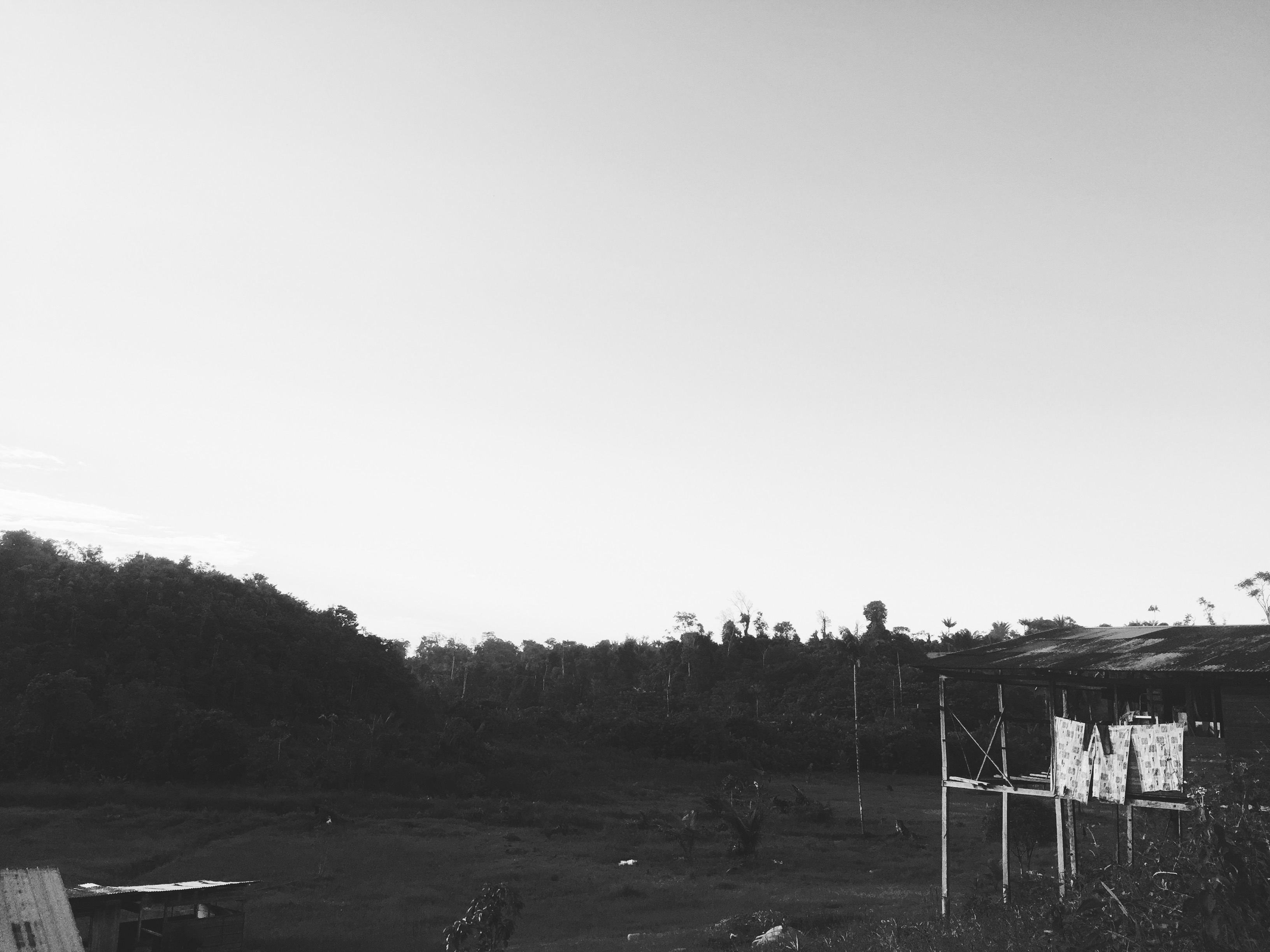
Petite case en bois à Macouria.

### Projets d'aménagement
On peut souvent trouver des informations dans les schémas de cohérence territoriale (SCOT) ou les sites des intercommunalités ou des communes (projets de ZAC…), et parfois des études d'impact ou des avis de l’État (DREAL…).

### Voies de communication et transports

#### Transports
La commune est reliée à la RN 1 par les bus collectifs numérotés A1 et les taxis.

## Toponymie
La localité de Tonate tient son nom de Jean-Baptiste Tonat (1775-1837), exploitant cotonnier sur le site du bourg.

## Histoire

### Temps modernes
L’histoire connue  de Macouria commence à la première expédition de  Daniel de La Touche de La
Ravardière en 1604. Avant cette époque, c’est un territoire  essentiellement peuplé
d’Amérindiens Palikurs. Ils laissent peu de traces sinon des champs surélevés à Maillard et quelques sites de plein air.
En 1643, le gouverneur Charles Poncet de Brétigny arrive avec la compagnie du
cap Nord. En 1644, lui et ses hommes rejoignent la « pointe Macouria » en chaloupe. Il
décède au cours d’une escarmouche avec les Amérindiens, fauché par une flèche tirée entre les deux
yeux, devenant de fait le premier gouverneur en exercice mort en Guyane.
Aux alentours de 1709, les premiers jésuites arrivent en Guyane, notamment avec le père Lombard
et le père Ramette. Tous deux évangélisent les Amérindiens et les baptisent. Vers 1710, ils construisent
la paroisse de Saint-Joseph à la pointe Liberté pour y continuer leur travail d’évangélisation.
Mais Macouria prendra un essor important grâce à Rémy Guillouet d’Orvilliers qui fait une propagande
dans toute la colonie pour installer des ménageries.
Les jésuites profitent alors de l’occasion pour s’étendre dans toute la colonie. C’est ainsi qu’à travers
leurs cultures prospères et abondantes de café, de cacao et de roucou ils sont les
premiers à développer le quartier de Macouria.
Un essor qui continuera à s’accroître des années 1800 jusqu’à aujourd’hui avec l’influence des colons
et autres personnages importants de la Guyane.

### Révolution française et Empire
Sur un plan institutionnel, la Guyane est divisée en autant de quartiers qu’il y a de paroisses. Macouria
possédant la sienne prend le nom de quartier de Macouria. De ce fait avec l’organisation municipale
réglée par le décret colonial du 30 juin 1835 modifié
par un arrêté local du 2 août 1848, Macouria est dirigée par un
commissaire-commandant, qui remplit le rôle d'un maire, et son lieutenant-commandant, qui est son adjoint.

### Époque contemporaine
L’église de Macouria était située sur le morne Macouria à 17 km de la pointe Liberté. Elle a été transférée sur l’habitation de M. Tonate par le Père Bonis, au moment où les travaux de construction de la route transféraient le Bourg sur l’habitation de M. Tonate à partir de 1939.

## Politique et administration

### Administration municipale
Aux élections municipales de 2020, le nombre de conseillers municipaux à élire est de 33.

### Politique environnementale
- Gestion de l'eau (assainissement individuel ou collectif ?
- Capacité et type de la station d'épuration ?
- Récupération des eaux pluviales ?
- Quelle gestion de l'arrosage des espaces verts ?
- Gestion différenciée…, de l'énergie (Quelle centrale nucléaire la plus proche ? Quelles énergies renouvelables? Réseaux de chaleur ?
- Bâtiments basse consommation ou passifs ?),
- des déchets (recyclage, incinération, compostage, stockage, valorisation énergétique…),
- des espaces verts,
- agenda 21 communal…

### Intercommunalité
La commune fait partie de la communauté d'agglomération du Centre Littoral.
En 2010, la commune de Macouria a été récompensée par le label « Ville Internet @@@ ».

## Population et société

### Démographie
L'évolution du nombre d'habitants est connue à travers les recensements de la population effectués dans la commune depuis 1961, premier recensement postérieur à la départementalisation de 1946. À partir de 2006, les populations de référence des communes sont publiées annuellement par l'Insee. Le recensement repose désormais sur une collecte d'information annuelle, concernant successivement tous les territoires communaux au cours d'une période de cinq ans. Pour les communes de plus de 10 000 habitants les recensements ont lieu chaque année à la suite d'une enquête par sondage auprès d'un échantillon d'adresses représentant 8 % de leurs logements, contrairement aux autres communes qui ont un recensement réel tous les cinq ans,.

En 2022, la commune comptait 18 807 habitants, en évolution de +46,88 % par rapport à 2016 (Guyane : +7,07 %, France hors Mayotte : +2,11 %).
| 1961 | 1967 | 1974 | 1982 | 1990  | 1999  | 2006  | 2011  | 2016   |
| ---- | ---- | ---- | ---- | ----- | ----- | ----- | ----- | ------ |
| 586  | 384  | 490  | 446  | 2 069 | 5 050 | 7 799 | 9 995 | 12 804 |

| 2021   | 2022   | - | - | - | - | - | - | - |
| ------ | ------ | - | - | - | - | - | - | - |
| 18 847 | 18 807 | - | - | - | - | - | - | - |

#### Données officielles publiées par l'Insee
Le 27 décembre 2017, l'Insee a mis en ligne les données 2015 relatives à la population.

#### Un peu de vocabulaire
De 1962 à 1999, la population à prendre en compte est la « population sans doubles comptes » (voir recensement de la population en France). Depuis 2006, c'est la « population municipale » (voir article recensement de la population en France#Décomposition de la population légale depuis 2009) par opposition à la « population totale ».
Lorsque l'Insee écrit « populations légales », cela veut dire que ces données peuvent être utilisées quand les textes de loi font référence au nombre d'habitants, par exemple le nombre de conseillers municipaux qui est fonction du nombre d'habitants. Il faut donc qu'à partir d'un instant donné, ces chiffres aient une valeur « légale ».

#### Cas des données antérieures à 1793
Pour les données antérieures à 1793, les populations étaient généralement exprimées en feux ; ces données peuvent être ajoutées en s’inspirant de ce qui a été fait pour la commune de Pouancé, considéré en 2012 comme un bon exemple.

### Enseignement
Les listes d'établissements scolaires du 1er et du 2d degrés sont disponibles sur les sites des inspections académiques des départements. On pourra également se référer à l'annuaire national tenu à jour par le ministère de l'éducation nationale.

#### Établissements d'enseignement et de formation

##### Maternelle; élémentaire
- École maternelle Michelle-Ponet ;
- École élémentaire Michelle-Ponet ;
- École élémentaire et maternelle Maud-Nadiré ;
- École élémentaire et maternelle Edmé-Courat ;
- École élémentaire et maternelle Sainte-Agathe ;
- École élémentaire et maternelle Serge-ADELSON ;
- École élémentaire et maternelle Yolaine-CHARLOTTE-BOLORE.

##### Second degré
- Collège Just-Hyasine ;
- Collège Antoine-Sylvère-Félix.

##### Autres
- Lycée agricole de Matiti (E.P.L.E.F.P.A. / CFPPA) (établissement public local d'enseignement et de formation professionnelle agricole).
- GRETA OUEST (Formation aux savoirs de base).

### Santé
L'hôpital public le plus proche est à Cayenne et c'est l'hôpital Andrée Rosemond.
Il existe dans la commune, 
- cinq médecins généralistes
- deux officines de pharmacie
- un dispensaire
- deux cabinets d'infirmiers
- deux cabinets de dentistes
- un cabinet de gynécologie obstétrique

### Sports
Équipement sportif :
- Stade Emmanuel-Courat.

Clubs sportifs :
- Union Sportive de Macouria, football ;
- Sprint Club du Littoral, cyclisme ;
- UNSS, hand-ball.

### Médias
Depuis 2008, la commune a un bulletin municipal bimestriel surnommé " Le Lien ".

### Cultes
- catholiques romains : dans les sites des diocèses de Macouria. Dans la commune, il y a une église catholique romaine.
- israélites :
- musulmans :
- protestants : Église adventiste du septième jour
- Témoins de Jéhovah

### Entreprises et commerces

#### Secteur primaire ouAgriculture
Macouria possède une petite activité industrielle et agricole / touristique :
- Élevages bovins allaitants ;
- Productions avicoles ;
- Polycultures.

#### Secteur secondaire ouIndustrieouArtisanat et industrie
- Usine laitière à la Carapa ;
- Miellerie de Macouria.

## Culture et patrimoine

### Lieux et monuments
- La ville de Macouria est surtout connue pour la présence du zoo de Guyane en zone limitrophe avec la commune de Montsinéry sur le CD 5 ;
- Église Saint-Jean-Baptiste de Macouria. L'église est dédiée à saint Jean le Baptiste.
- Théâtre de Macouria ;
- Jardin botanique de Macouria ;
- La mangrove (baignade) ;
- ULM équateur (son circuit de karting) ;
- Artisanat amérindien (village Kamuyuneh et village Palikur) ;
- Bâtiment du savoir traditionnel amérindien (KAYANO) ;
- Marché nocturne du jeudi ;
- Kays'ly Garden ;
- Le Kikinon et les écuries de la Pointe Liberté.

## Gastronomie
Le plat emblématique de la commune est le Daube de melon d’eau.